# Robert Mercader i Sureda
Robert Mercader i Sureda (Celrà, 5 de juny del 1861 - Buenos Aires, 1937) va ser un empresari i músic, un dels fundadors de la cobla La Principal de la Bisbal.

## Biografia
Robert Mercader pertanyia a una família celranenca de músics, que hom ha fet remuntar al segle xv. Al seu avi, Josep Mercader Ponach, se li atribueixen les primers sardanes llargues conservades; els seus cosins Jaume Saló i Mercader i Andreu i Robert Renart i Mercader eren també músics. A l'any 1892, un jove Robert Mercader ja dirigia el cor de la nounada societat "El Progrés" de Celrà. Posteriorment s'establí a la Bisbal d'Empordà, i després de tocar a la cobla Vella passà a ser el flabiolaire del debut de La Principal de la Bisbal, el 22 de març del 1888. Dirigí aquesta cobla del 1888 al 1891. Era professor de violí a la Bisbal quan el 1890 el van contractar per a la temporada de concerts al Centre Líric de la població i el 1899 era director del cor de l'associació bisbalenca Escut Emporità, entitat de la qual seria president l'any següent.
El 1899 constituí a la Bisbal la societat "Aldrich, Pujadas y Mercader" per a l'elaboració de discs i taps de suro i, quan els altres socis es retiraren el 1903, continuà amb el negoci. Aixecà una nova fàbrica al passeig (el 1910 o abans); el 1914 transformà l'edifici veí en el cinema "Mundial", que posteriorment seria una sala d'espectacles, i en l'actualitat és un edifici protegit de propietat del consistori bisbalenc. L'empresa surera tingué un moment especialment destacat durant la Gran Guerra i els anys 20, quan tenia delegacions a Gènova (que portava el seu cosí Andreu Renart i Mercader, delegació que el 1928 ja havia desaparegut) i a Buenos Aires (que portaven la seva filla Teresa i el seu gendre Zavaleta). Tancà el negoci el 1930, i al mateix any presentà la renúncia al càrrec de tinent d'alcalde de l'ajuntament de la Bisbal. N'havia sigut regidor ja al 1906.
Es casà amb la mestra Dolors Mas i Romañach, d'una afluent família empordanesa, i tingueren tres filles: Carme, casada amb l'advocat Joaquim de Camps i Arboix; Teresa, unida a l'empresari argentí José de Zavaleta; i Mercè, que tingué per espòs el metge Sixte Cambra i Albertí (avi del futur polític i vicepresident del FC Barcelona Sixte Cambra i Sànchez). Mercader enviudà el 1932. Es traslladà a Buenos Aires, on vivia la seva filla Teresa, i hi morí el 1935. Anys a venir, Celrà dedicà un carrer en homenatge a l'empresari i músic.